# Prisluhni mi
"Prisluhni mi" ("Ouve-me") foi a canção que representou a Eslovénia no Festival Eurovisão da Canção 1995 que teve lugar em 13 de maio de 1995, em Dublin, na Irlanda.
Foi interpretda em esloveno por  Darja Švajger. Foi a vigésima canção a ser interpretada na noite do evento, a seguir à canção dinamarquesa  "Fra Mols til Skagen" , interpretada por Aud Wilken e antes da canção israelense "Amen", interpretada por Liora.  Terminou a competição em sétimo lugar (melhor classificação para a Eslovénia, até 2010), recebendo um total de 84 pontos. A Eslovénia só voltaria a participar no Festival Eurovisão da Canção 1996,   com o tema "Dan najlepših sanj", interpretada por Regina.

## Autores
| Letra: Primož Peterca             |
| Música: Primož Peterca Sašo Fajon |
| Orquestrador: Jože Privšek        |

## Letra
A canção é uma balada de amor, com Darja, dirigindo-se ao seu amor e pedindo-lhe para que confiem um no outro. Ela deseja que o sonho de estarem os dois juntos seja eterno. No fim, canta:
"Tudo é verso, tudo é um toque de amor"

## Versões
Darja gravou uma versão em  inglês intitulada "listen to me" e em 1999 lançou novas versões desta canção:
- nova versão (1999) (esloveno) [2:52]
- new version (1999) (inglês) [2:52]
- karaoke version